# Doug Cockle
Douglas Steven Cockle (16 de septiembre de 1970, Twentynine Palms, California) es un actor y director estadounidense. Se graduó de la Universidad Estatal de Pensilvania y fue profesor en la Universidad de Artes de Bournemouth. Actualmente trabaja como actor independiente.
Cockle es conocido por sus papeles de doblaje en videojuegos, especialmente de Geralt de Rivia en la serie The Witcher. En 2015, fue nominado en The Game Awards para la Mejor Interpretación, y ganó el Golden Joystick Awards de la misma categoría, por su interpretación de Geralt en The Witcher 3: Wild Hunt.

## Filmografía

### Películas
| Año  | Título                              | Papel                               | Notas        |
| ---- | ----------------------------------- | ----------------------------------- | ------------ |
| 2001 | El sastre de Panamá                 | Ayudante del Pentágono              |              |
| 2002 | Reign of Fire                       | Goosh                               |              |
| 2004 | London Voodoo                       | Lincoln Mathers                     |              |
| 2004 | The Calcium Kid                     | Reportero                           |              |
| 2005 | Dot.Kill                            | Presentador de noticias financieras |              |
| 2011 | Capitán América: el primer vengador | Joven doctor                        |              |
| 2014 | Dark Noir                           | Vincent Black                       | Cortometraje |
| 2015 | Survivor                            | Trabajador corpulento # 1           |              |
| 2016 | Criminal                            | Jefe de equipo de extracción        |              |

### Televisión
| Año  | Título            | Papel                        | Notas                    |
| ---- | ----------------- | ---------------------------- | ------------------------ |
| 2001 | Band of Brothers  | Padre John Maloney           | 2 episodios              |
| 2003 | The Second Coming | Lector de noticias americano | Episodio: "Episode #1.1" |
| 2004 | Murphy's Law      | Quirrell                     | Episodio: "Convent"      |

### Videojuegos
| Año  | Título                                      | Papel                                  | Notas             |
| ---- | ------------------------------------------- | -------------------------------------- | ----------------- |
| 2001 | Independence War 2: Edge of Chaos           | Cal                                    |                   |
| 2002 | TimeSplitters 2                             | Voces adicionales                      |                   |
| 2002 | Twin Caliber                                | Sheriff Fortman                        |                   |
| 2002 | Archangel                                   | Michael Travinsky / Fantasma del monje | Doblaje al inglés |
| 2003 | The Great Escape                            | Voces adicionales                      |                   |
| 2003 | Chaser                                      | Voces adicionales                      |                   |
| 2003 | AquaNox 2: Revelation                       | Hank Bellows                           |                   |
| 2003 | Conflict: Desert Storm II - Back to Baghdad | US Bradley                             |                   |
| 2004 | Second Sight                                | Director Hanson                        |                   |
| 2004 | Yager                                       | Magnus Tide                            |                   |
| 2005 | Perfect Dark Zero                           | Additional voices                      |                   |
| 2007 | The Witcher                                 | Geralt de Rivia                        | Doblaje al inglés |
| 2010 | Dead Nation                                 | Jack McReady                           |                   |
| 2011 | The Witcher 2: Assassins of Kings           | Geralt de Rivia                        | Doblaje al inglés |
| 2011 | Driver: San Francisco                       | Despachador de policía                 |                   |
| 2011 | The Book of Unwritten Tales                 | Nathaniel Bonnet                       | Doblaje al inglés |
| 2013 | Dark                                        | Eric Bane                              |                   |
| 2015 | Randal's Monday                             | Mel / Bob                              |                   |
| 2015 | The Book of Unwritten Tales 2               | Nathaniel Bonnet                       | Doblaje al inglés |
| 2015 | The Witcher 3: Wild Hunt                    | Geralt de Rivia                        | Doblaje al inglés |
| 2015 | Victor Vran                                 | Victor Vran                            | Doblaje al inglés |
| 2015 | Blues and Bullets                           | Eliot Ness / Extraño                   |                   |
| 2015 | The Witcher 3: Wild Hunt – Hearts of Stone  | Geralt de Rivia                        | Doblaje al inglés |
| 2016 | The Witcher 3: Wild Hunt – Blood and Wine   | Geralt de Rivia                        | Doblaje al inglés |
| 2017 | Horizon Zero Dawn                           | Voces adicionales                      |                   |
| 2017 | SpellForce 3                                | Sentenza Noria                         | Doblaje al inglés |
| 2018 | SMITE                                       | Chernobog                              |                   |
| 2018 | State of Mind                               | Richard Nolan                          | Doblaje al inglés |
| 2018 | RuneScape                                   | Solak, el guardián del bosque          |                   |
| 2018 | Soulcalibur VI                              | Geralt de Rivia                        | Doblaje al inglés |
| 2019 | Monster Hunter: World                       | Geralt de Rivia                        | Doblaje al inglés |
| 2019 | Euro Truck Simulator 2                      | Voz opcional del GPS                   | Doblaje al inglés |
| 2019 | Gibbous - A Cthulhu Adventure               | El carnicero                           |                   |
| 2019 | Terminator: Resistance                      | Colin                                  |                   |
| 2020 | SMITE                                       | Hou Yi Invocador de Tótems             |                   |
| 2021 | Tails of Iron                               | Narrador                               |                   |
| 2023 | The Occultist                               | Alan                                   | Doblaje al inglés |